# Hydria

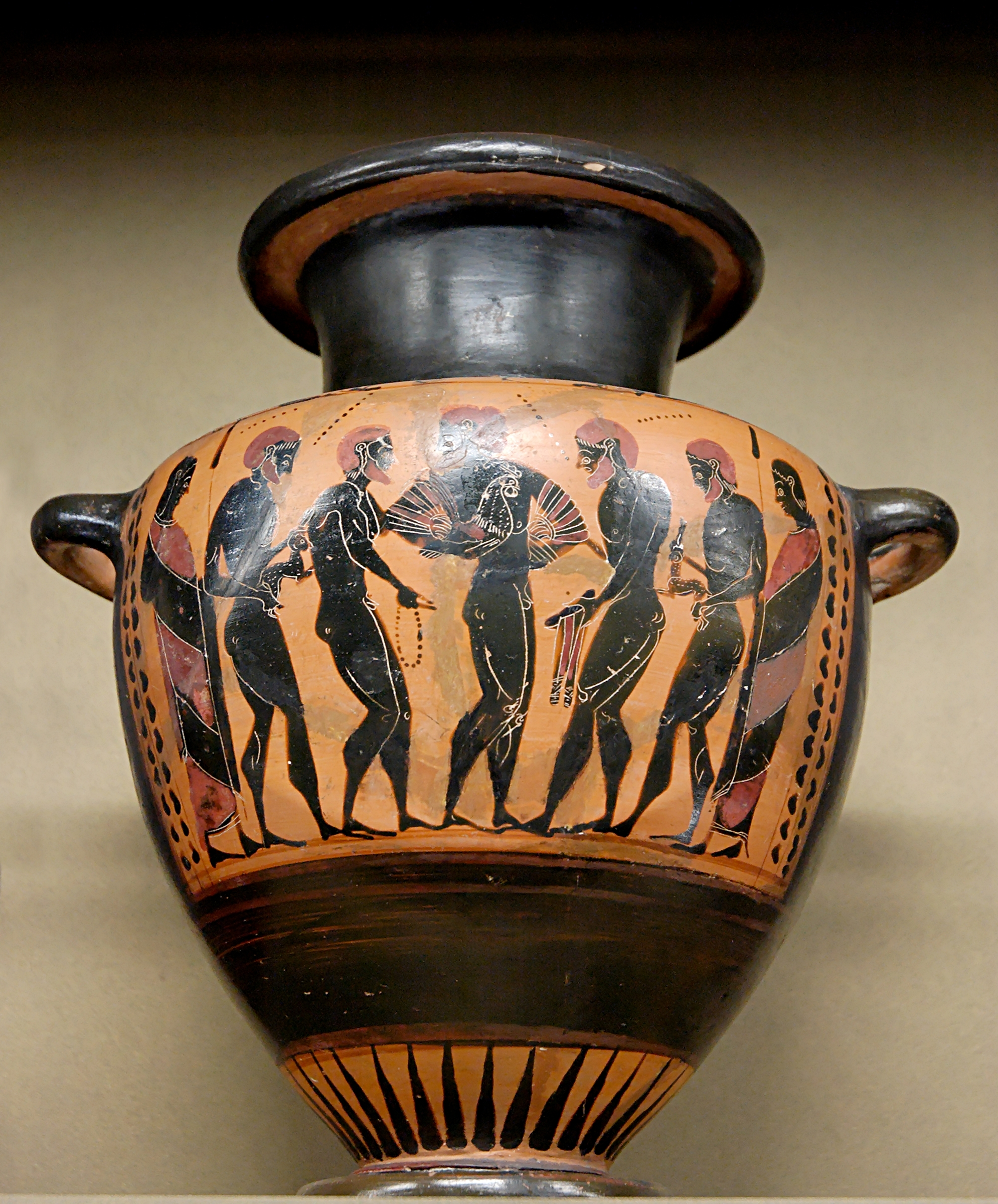
Pederastické dvoření - attická černofigurová hydria, kolem 530 př. n. l.

Hydria (z řečtiny υδρία) je starověká řecká nádoba či vědro na vodu a její přenášení. Na plecích měla umístěna tři ucha: jedno vertikální sloužící k přenosu a dvě horizontální sloužící k nalévání svým úzkým hrdlem. V některých případech byla používána i jako urna.
Ve vázovém malířství je zobrazována stojící u studen nebo fontán. Dále jsou časté také scény s jejich nošením nebo naléváním vody.